# Nick Pikaar
Nick Pikaar (13 augustus, 1992) is een Nederlands korfballer uit Leiden. Hij is meervoudig kampioen in de Korfbal League namens TOP uit Sassenheim

## Spelerscarrière

### Begin van carrière
Pikaar begon met korfbal bij Sporting Trigon uit Leiden. Daar speelde hij tot zijn 14e. In 2006 stapte hij over naar KV TOP uit het naburige Sassenheim.
TOP speelde op een hoger landelijk niveau en Pikaar kon zich in de B1 en A1 meten met de top van Nederland. Echter na 4 seizoenen bij TOP wilde hij weer terug naar zijn oude club. Hij miste de club en de mensen, ook aangezien veel familieleden daar nog speelden.
Pikaar kwam in het eerste team van Sporting Trigon terecht, maar was op 19-jarige leeftijd daar meteen 1 van de smaakmakers. Toch miste hij de uitdaging in de Overgangsklasse. Hij besloot dat hij terug wilde keren naar het hoogste niveau, de Korfbal League.

### TOP Sassenheim
Zo keerde Pikaar na 1 jaar, in 2011 weer terug bij TOP. Hij sloot aan bij de hoofdmacht van de club, onder leiding van coach Hans Heemskerk. In het seizoen ervoor was TOP voor de eerste keer in de clubhistorie zaalkampioen geworden, maar voor aanvang van seizoen 2011-2012 was de club een aantal spelers verloren, zoals Wim Scholtmeijer en Bregtje van Drongelen.
In dit seizoen was Pikaar nog geen vaste basisspeler, dat waren Mick Snel, Tim Heemskerk, Sander Harmzen en Daniël Harmzen.
Toch speelde Pikaar dit seizoen 7 wedstrijden om daarin 6 goals te maken. TOP kon de zaaltitel niet verdedigen, want het plaatste zich niet voor de play-offs.
In het seizoen erna werd Pikaar basisspeler bij TOP en maakte hij in 16 wedstrijden 25 goals.
Vanaf seizoen 2013-2014 veranderde er veel bij TOP. De club kreeg een nieuwe coach, namelijk Jan Niebeek en de club trok 2 belangrijke spelers aan ; Friso Boode en Rianne Echten. Dit had direct effect, want in dit seizoen deed de ploeg weer mee om de prijzen. In de zaalcompetitie eindigde TOP op de 1e plaats en ging als titelfavoriet de play-offs in. In de play-offs werd gewonnen van Dalto in 2 wedstrijden. Hierdoor plaatste TOP zich voor de zaalfinale. Net als in 2011 was de tegenstander in de finale PKC. TOP won de wedstrijd met 21-20.
In seizoen 2014-2015 werd TOP 3e in de zaalcompetitie en speelde het play-offs tegen het als 2e geplaatste AKC Blauw-Wit. TOP won de play-off serie en plaatste zich zo voor de finale. Die finale eindigde dramatisch voor TOP, want die zag dat PKC speler Johannis Schot met nog maar 4 seconden op de klok de winnende goal voor PKC maken. TOP verloor de finale met 22-21. Iets later, in de veldcompetitie werd de finale ook TOP - PKC . In deze finale won TOP met 19-14, waardoor de ploeg alsnog een titel pakte in het seizoen.
Seizoen 2015-2016 werd het seizoen van de dubbel voor TOP. De ploeg had zich eerst versterkt met Barbara Brouwer en dat had effect. In de zaal werd de ploeg 2e in de reguliere competitie en won het de play-offs van Blauw-Wit. De finale was wederom TOP-PKC en TOP won de wedstrijd met 24-22. Ook de veldfinale werd TOP-PKC en ook nu was TOP te sterk. TOP werd met een uitslag van 28-23 ook de veldkampioen.
In het seizoen erna, 2016-2017 was het wederom een sterk seizoen voor TOP. In de zaalcompetitie werd TOP 2e en zag in de play-offs een nieuwe tegenstander, namelijk LDODK. In de best-of-3 serie werd in 2 wedstrijden gewonnen, waardoor TOP in de finale kwam. In de finale stond TOP tegen het Amsterdamse AKC Blauw-Wit. TOP won de finale met 22-18 en won zo voor de vierde keer in de clubhistorie de zaalfinale. Iets later, in de veldcompetitie kreeg Blauw-Wit sportieve revanche, want de 2 ploegen troffen elkaar in de kruisfinale. Dit maal won Blauw-Wit, waardoor TOP niet in de veldfinale terecht kwam.
In 2017-2018 stond TOP in de play-offs tegen Blauw-Wit. TOP won in 2 wedstrijden en stond zodoende voor de 5e keer in de zaalfinale. Dit maal was Fortuna de tegenstander.TOP won met 24-20. In de veldcompetitie stond TOP ook in de play-offs, maar verloor het van Fortuna.
In seizoen 2018-2019 deed TOP wederom goede zaken. In de zaalcompetitie eindigde de ploeg 1e en ging als titelverdediger en lijstaanvoerder als favoriet de play-offs in. Echter verslikte TOP zich in Fortuna. Deze ploeg was in de competitie 4e geworden met 9 punten minder dan TOP. Fortuna bleek echter TOP goed te kunnen ontregelen en won in 2 wedstrijden, waardoor TOP zijn zaaltitel niet kon verdedigen. In de veldcompetitie strandde TOP in de kruisfinale tegen LDODK.
Seizoen 2019-2020 werd niet uitgespeeld vanwege COVID-19.
In seizoen 2020-2021 begon de competitie wat later dan normaal, vanwege COVID-19. TOP werd na de reguliere competitie 2e in Poule B, waardoor het zich plaatste voor de play-offs.
Helaas raakte Pikaar geblesseerd tijdens het seizoen, waardoor hij niet alle wedstrijden meespeelde. Pikaar revalideerde snel, waardoor hij weer aan het eind van de reguliere competitie weer inzetbaar was. In de eerste play-off ronde versloeg TOP in 2 wedstrijden AKC Blauw-Wit, waardoor het een ronde verder kwam. In de 2e play-off ronde (halve finales) stuitte het echter op PKC. TOP won de eerste wedstrijd in de best-of-3 met 22-21, maar verloor de daarop volgende 2 wedstrijden. Hierdoor hield het seizoen voor TOP op in de 2e play-off ronde.
Voor TOP was seizoen 2021-2022 een bewogen seizoen. Voorafgaand aan de start van het seizoen besloten Mick Snel, Celeste Split en Roos Verheugt te verhuizen naar een andere club. Daarnaast waren Tim Flokstra, Jet Hendriks en Paul Anholts (blessure) gestopt. Ook stelde de club een nieuwe coachingsduo aan. De ploeg had veel kwaliteit ingeleverd aan de start van het seizoen. In de eerste competitiefase van de Korfbal League was het verschil met de top dan ook groot. Na 10 speelrondes had TOP slechts 8 punten, waardoor het zichzelf moest handhaven in de degradatiepoule. In deze degradatiepoule werden niet voldoende punten behaald waardoor directe degradatie een feit was.
In seizoen 2022-2023 speelde Pikaar met TOP in de Korfbal League 2, de klasse onder de Korfbal League. Na de reguliere competitie stond de ploeg op de 4e plek, waardoor het zich had geplaatst voor de play-offs. In de best-of-3 serie moest TOP aantreden tegen het als nummer 1 geplaatste Dalto en verloor het in 2 wedstrijden. Zodoende stond TOP alsnog na het zaalseizoen met lege handen.
Seizoen 2024-2025 werd het laatste seizoen voor Pikaar op topniveau. Onder leiding van coach Marrien Ekelmans werd de ploeg 2e in de zaalcompetitie. Echter verloor TOP in de best-of-3 serie tegen het Eindhovense DSC, waardoor TOP niet promoveerde naar de Korfbal League van het volgende seizoen. Pikaar nam hierna afscheid van TOP.

## Erelijst
- Korfbal League kampioen, 4 x (2014, 2016, 2017 & 2018)
- Europacup kampioen, 5x (2012, 2015, 2017, 2018 & 2019)
- Ereklasse veld kampioen, 1x (2015)
- Supercup veld kampioen, 1x (2016)

## Oranje
In 2012 werd Pikaar geselecteerd voor Jong Oranje. Sinds 2015 is Pikaar een vast onderdeel van de hoofdmacht van het Nederlands Team.
Pikaar won goud op de onderstaande toernooien:
- WK 2015, 2019
- EK 2016, 2018
- World Games 2017

In 2021 maakte Pikaar bekend te stoppen als international. Hij heeft 40 caps achter zijn naam staan in dienst van Oranje.